# Maxwell (unità di misura)
Il maxwell (simbolo Mx) è l'unità di misura del flusso magnetico nel sistema CGS, oggi in disuso. Inizialmente veniva detta "linea". Questa misura deve il suo nome al fisico James Clerk Maxwell, che propose la teoria unificatrice dell'elettromagnetismo.
1 Mx = 1 cm3/2g1/2s-1 = 1 G × cm2 = 10−8 Wb
In un campo magnetico della forza di un gauss, un maxwell è il flusso totale sulla superficie di un centimetro quadrato perpendicolare al campo. 